# Cyanella alba
Cyanella alba är en enhjärtbladig växtart som beskrevs av Carl von Linné d.y.. Cyanella alba ingår i släktet Cyanella och familjen Tecophilaeaceae.

## Underarter
Arten delas in i följande underarter:
- C. a. alba
- C. a. flavescens
- C. a. minor